# Flying Colors (band)

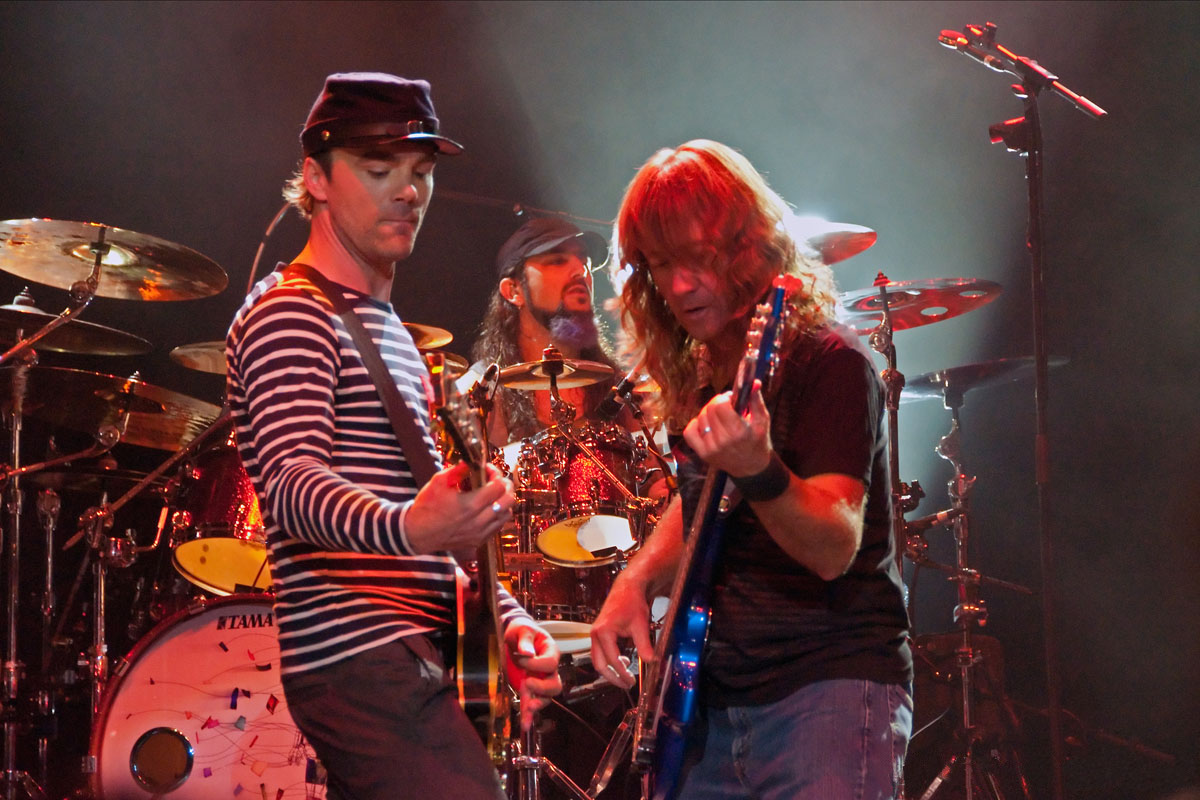
Concert van Flying Colors, 20 september 2012 in 013, Tilburg, Nederland

Flying Colors is een Amerikaanse muziekgroep. Gezien de staat van dienst van de diverse musici wordt ze aangeduid als supergroep. In 2012 verscheen hun debuutalbum met opnamen uit 2011. In 2012 volgde een tour door Europa en de Verenigde Staten. Van het concert in de 013 is een registratie verschenen op DVD en Blu-ray. In september 2014 verscheen hun tweede album Second Nature. Weer volgde een tour door de Verenigde Staten en Europa. In 2019 verscheen de cd Third Degree.

## Leden
- Steve Morse – gitaar, bekend van Dixie Dregs, Deep Purple en solo
- Neal Morse – toetsinstrumenten, bekend van Spock's Beard en solo
- Dave LaRue – basgitaar bekend van de Steve Morse Band en sessiewerk
- Mike Portnoy – slagwerk, bekend van Dream Theater en albums en optredens met Neal Morse
- Casey McPherson – zang, toetsinstrumenten, bekend van Alpha Rev

## Discografie
- Flying colors (2012)
- Live in Europe
- Second nature (2014)
- Second Flight: Live at the Z7 (2015)
- Third Degree (2019)

### Dvd's
| Dvd's met hitnoteringen in de Nederlandse Music Top 30 | Datum van verschijnen | Datum van binnenkomst | Hoogste positie | Aantal weken | Opmerkingen |
| ------------------------------------------------------ | --------------------- | --------------------- | --------------- | ------------ | ----------- |
| Live in Europe                                         | 2013                  | 19-10-2013            | 6               | 4            |             |